# Gizotso

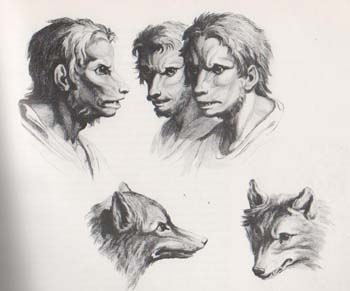
Physionomie lupine d'après Ch. Lebrun et Morel d'Arleux, 1806.

Gizotso ou Gizotxo est le mot désignant en basque l'« Homme-loup » ou Loup-garou dans la mythologie basque. 

## Étymologie
Gizotso signifie « homme-loup » en basque, contraction de gizon (« homme », ou bien peut-être de sa forme giza, utilisée dans les mots composés, avec assimilation du -a final avec la voyelle suivante), et d'otso (« loup »). Sa prononciation approximative est guiçotSo (le z basque se prononce comme la cédille ; quant au digraphe ts —à ne pas confondre avec tz ou tx, prononcés respectivement comme dans Austerlitz et tchèque—, sa prononciation est celle d'un t, suivi rapidement du s basque, sans équivalence en français, mais semblable au s de l'espagnol standard de Castille ou au sigma du grec moderne).

## Contexte historique
Le thème des hommes-loups n'est pas inconnu au Pays basque. En 1612, Pierre de Rosteguy de Lancre écrit deux ans après le procès de sorcellerie un livre intitulé Tableau de l'inconstance des mauvais anges et démons. Il y évoque à plusieurs reprises l'existence d'un « Monsieur La Forêt » qui sévirait en Gascogne et dans les Pyrénées sous l'apparence d'un homme noir. Des témoins l'auraient aperçu avec une peau de loup.

## Présentation
C'est un être considéré comme un monstre, moitié-homme et moitié-loup. Il habite les alentours des bois et il apparaît parfois la nuit, chargés de chaînes. 
On raconte qu'un Gizotso habite dans l'obscurité du village pyrénéen de Luzaide, on imagine qu'il possède une force surhumaine. Il a un pied en forme circulaire, comme Alarabi ou Tartaro.
Dans la vallée d'Arratia, autour de Zeanuri, plus exactement dans un endroit appelé Agiano, non loin des mondes souterrains de Baltzola, les gens là-bas croient que le Gizotso est le fruit de l'union charnelle entre la Bête et une femme. On le considère comme étant le produit de l'échange infâme entre des êtres rationnels et irrationnels. Comme l'est un autre des grands mythes basques, Juan Hartza, fils d'une femelle humaine et d'un ours, bête si vénérée en Vasconie.
Au lieu-dit d'Agiano, les habitants disent à une femme :

« Toi qui est d'Agiano, dépêche-toi, le Gizotso t'arrive dessus. »

La femme se dirigea chez elle mais le Gizotso la dépassa et lui arracha les seins.

## Légende
Olivier de Marliave raconte que des Hommes-loups recouverts d'une peau de bête hurlent comme des loups la nuit à un carrefour de chemins. Ils cherchent à entrainer les humains vers l'obscurité. Au petit matin, ils abandonnent leur peau de bête et reprennent leur apparences humaines.
La personne qui trouvera la peau de bête deviendra à son tour un Gizotsoa. 